# 奥恩达尔
奥恩达尔（Ondal），是印度西孟加拉邦Barddhaman县的一个城镇。总人口19504（2001年）。

## 人口
该地2001年总人口19504人，其中男性10389人，女性9115人；0—6岁人口2055人，其中男1094人，女961人；识字率75.09%，其中男性为81.11%，女性为68.23%。